# Sixteen (canción)
«Sixteen» es una canción de la cantante británica Ellie Goulding. Se lanzó como sencillo el 12 de abril de 2019 a través de Polydor Records. Fue coescrita por Goulding con Raye y Fred, y producida por Ian Kirkpatrick, Fred y Mike Wise. Goulding ha dicho que la canción trata sobre los «días imprudentes de la adolescencia».

## Promoción
Goulding anunció la canción en las redes sociales el 11 de abril de 2019, y también comentó que compiló la portada con las fotos de amigos de cuando tenían dieciséis años. Se lanzó como sencillo el 12 de abril de 2019 a través de Polydor Records.

## Recepción crítica
«Sixteen» es una canción dance-pop con un ritmo electrónico, que habla sobre los «días imprudentes de la adolescencia». Fue coescrita por Goulding con Raye y Fred, y producida por Ian Kirkpatrick, Fred y Mike Wise.

## Posicionamiento en listas
| Listas (2019)                             | Mejor posición |
| ----------------------------------------- | -------------- |
| Alemania (Media Control Charts)           | 64             |
| Australia (ARIA)                          | 77             |
| Austria (Ö3 Austria Top 40)               | 41             |
| Bélgica (Ultratop 50) Flanders            | 50             |
| Bélgica (Ultratop) Wallonia               | 35             |
| Canadá Hot Digital Songs (Billboard)      | 44             |
| China Airplay/FL (Billboard)              | 16             |
| Escocia (Official Charts Company)         | 10             |
| Eslovaquia (Radio Top 100)                | 16             |
| Eslovaquia (Singles Digitál Top 100)      | 52             |
| Irlanda (IRMA)                            | 20             |
| Lituania (AGATA)                          | 35             |
| Noruega (VG-lista)                        | 26             |
| Nueva Zelanda Hot Singles (RMNZ)          | 8              |
| Países Bajos (Dutch Top 40)               | 27             |
| Reino Unido (UK Singles Chart)            | 21             |
| República Checa (Singles Digitál Top 100) | 57             |
| Suecia (Sverigetopplistan)                | 37             |
| Suiza (Schweizer Hitparade)               | 95             |

## Certificaciones
| País (organismo certificador) | Certificación | Unidades certificadas |
| ----------------------------- | ------------- | --------------------- |
| Reino Unido (BPI)             | Plata         | 200 000               |